# 陈怡馨
陳怡馨（1996年9月17日—），出生於中國福建省，因病中斷女子偶像組合SNH48的活動，恢復演藝活動後接演一些戲劇作品直至2022年。

## 经历
2014年加入SNH48並隨團體活動，後因病在2016年暫停SNH48活動，自2018年離開SNH48後，陳怡馨在2019年戲劇作品《我的邻居睡不着》中任女主角，同年接演《我成了他的班主任》。至2022年再接演《外星女生柴小七2》。